# Refugi de Mont-roses
El Refugi de Mont-roses és una obra de la Selva de Mar (Alt Empordà) inclosa a l'Inventari del Patrimoni Arquitectònic de Catalunya. Situat al nord-est del nucli urbà de la població de la Selva de Mar, a un quilòmetre escàs de distància. S'hi accedeix per la carretera que puja al coll de la Torre, des d'on s'agafa un trencall a mà esquerra que hi condueix.

## Descripció
Es tracta d'una edificació semi soterrada de planta circular, amb l'estructura bastida amb formigó i el camuflatge fet amb pedra de diverses mides lligada amb morter. L'estructura té la coberta plana amb un gran encaix circular per col·locar-hi el canó. Presenta una obertura estreta i apaïsada, més o menys espitllerada, per efectuar el tir i, a la part posterior, la porta rectangular d'accés a l'interior, la qual dona pas a unes escales que condueixen, a través d'un estret passadís, a l'interior de la cambra principal i d'una altra petita cambra de planta rectangular. L'estança principal és circular i s'observen perfectament les marques de l'encofrat utilitzat per bastir el formigó, amb alguns paraments pintats de blanc. També s'observa una fornícula quadrada encastada en un dels murs.

## Història
Aquesta fortificació pertany a l'extensa i àmplia xarxa de búnquers i nius de metralladora, bastits entre els anys 1940-45, que s'estén tot al llarg de les terres properes a la frontera i al litoral nord de l'Empordà. Aquesta va ser nomenada "línia P" o linea Peréz, encara que també és coneguda com a línia Gutiérrez", potser pel fet que el coronel d'enginyer Manuel Duelo Gutiérrez, va participar en una reunió relativa a la fortificació d'aquesta línia.
Realment el origen del nom, ve donat per la posició geogràfica de la línia en qüestió que abastava tota la part del Pirineus, d'aquí que s'anomenés P. Totes aquestes construccions foren bastides després d'acabar-se la Guerra Civil Espanyola del 1936-39 pels serveis de l'exèrcit del govern dictatorial, en resposta a una possible invasió procedent de França.